# Поллика
Поллика (итал. Pollica) — коммуна в Италии, располагается в регионе Кампания, в провинции Салерно.
Население составляет 2513 человека, плотность населения составляет 93 чел./км². Занимает площадь 27 км². Почтовый индекс — 84068. Телефонный код — 0974.
Покровителями коммуны почитаются Пресвятая Богородица (Madonna delle Grazie), празднование 2 июля, и святитель Николай, Мирликийский Чудотворец, празднование 6 декабря.